# Oraingoz izen gabe
Oraingoz izen gabe (en basc Sense nom per ara) és una pel·lícula de migmetratge basc dirigida per José Julián Bakedano el 1986.
El guió escrit per Bernardo Atxaga, basat en una història de Jorge Luis Borges, s'ha hagut de traduir al basc biscaí, ja que els dos protagonistes eren d'una granja de Duranguesat.

## Argument
Dos germans, tots dos pagesos, viuen en pau construïda a la costa. Un dia, però, acolliran una prostituta a la seva granja. L'arribada de les dones canviarà completament l'estil de vida dels homes.

## Repartiment
- Luis Iriondo
- Felix Arkarazo
- Iro Landaluze
- Elene Lizarralde